# Liste der Biografien/Isf
Liste der Biografien |
Portal Biografien |
Personensuche
# |
A |
B |
C |
D |
E |
F |
G |
H |
I |
J |
K |
L |
M |
N |
O |
P |
Q |
R |
S |
T |
U |
V |
W |
X |
Y |
Z |
?
 
Ia |
Ib |
Ic |
Id |
Ie |
If |
Ig |
Ih |
Ii |
Ij |
Ik |
Il |
Im |
In |
Io |
Ip |
Iq |
Ir |
Is |
It |
Iu |
Iv |
Iw |
Ix |
Iy |
Iz
 
Isa |
Isb |
Isc |
Isd |
Ise |
Isf |
Isg |
Ish |
Isi |
Isj |
Isk |
Isl |
Ism |
Isn |
Iso |
Isp |
Isr |
Iss |
Ist |
Isu |
Isw |
Isy
Die Liste der Biografien führt alle Personen auf, die in der deutschsprachigen Wikipedia einen Artikel haben. Dieses ist eine Teilliste mit 10 Einträgen von Personen, deren Namen mit den Buchstaben „Isf“ beginnt.

## Isf

### Isfa
- Isfahani, Abu Turab (1581–1662), persischer Kalligraf
- Isfahani, Ali ibn Sahl († 919), persischer Mystiker
- Isfahani, Baba Shah († 1588), iranischer Kalligraf und Kalligrafielehrer
- Isfahani, Mohammed Saleh, iranischer Kalligraf
- Isfahani, Nur ad-Din Mohammed († 1683), persischer Kalligraf
- Isfält, Björn (1942–1997), schwedischer Musiker und Filmkomponist

### Isfe
- Isfen, Osman (* 1977), deutscher Rechtswissenschaftler

### Isfo
- Isfordink, Johann Nepomuk (1776–1841), Militärarzt sowie Direktor der Josephs-Akademie Wien
- Isfort, Tim (* 1967), deutscher Musiker, Produzent und ArrangeurTim Isfort (* 1967)

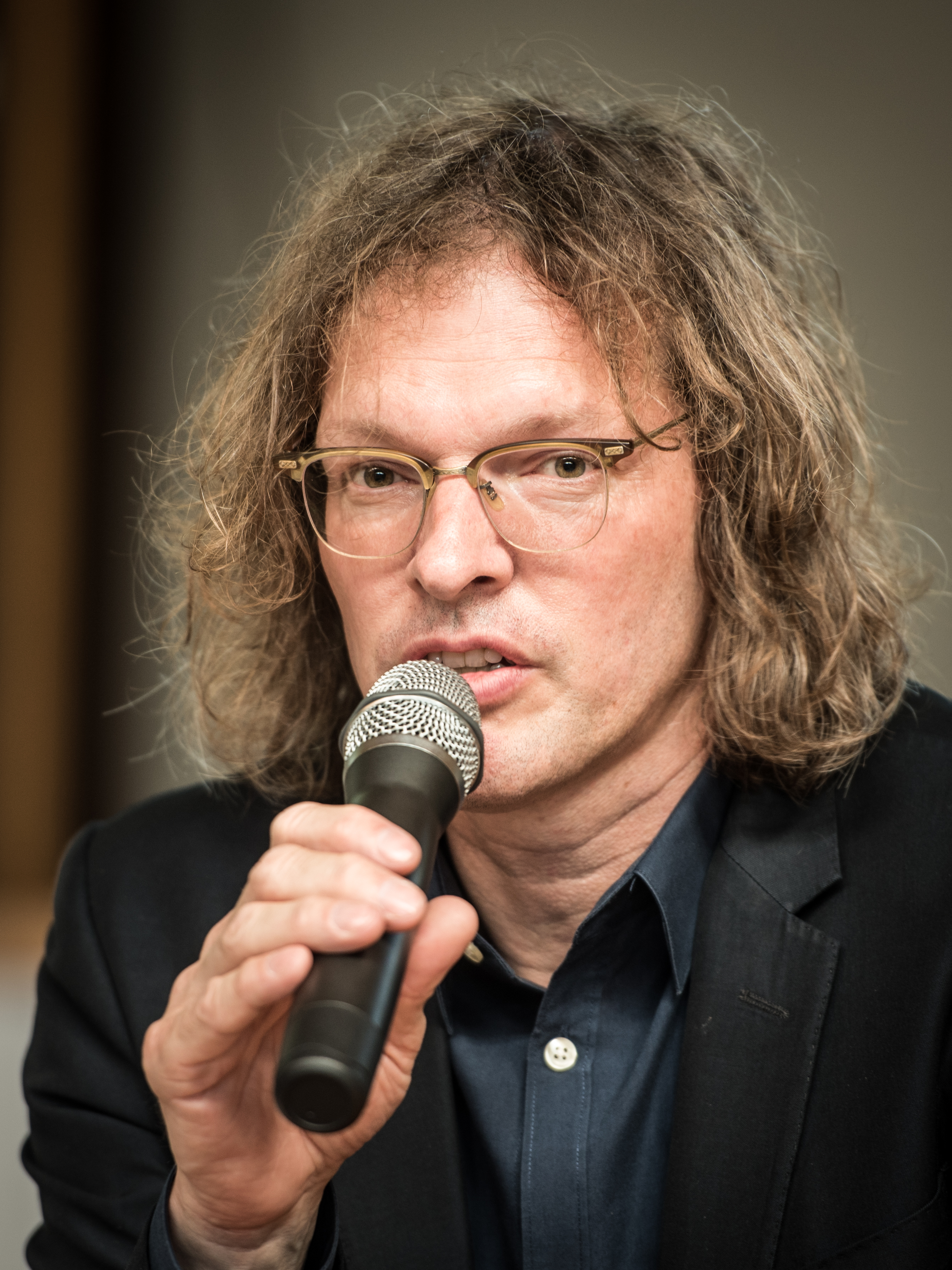
Tim Isfort (* 1967)

### Isfr
- Isfried von Ratzeburg († 1204), Prämonstratenser, Bischof von Ratzeburg